# Luis Armelio García
Luis Armelio García (L'Avana, 21 settembre 1967) è un allenatore di calcio cubano.

## Carriera
Comincia la propria carriera allenando la Nazionale di calcio cubana. Il 6 dicembre 2006 viene nominato commissario tecnico della Nazionale di calcio haitiana, che conduce alla Gold Cup 2007. Rimane al timone della Nazionale di calcio haitiana fino al 23 gennaio 2008. Nella stagione 2009-2010 allena l'Aiglon du Lamentin, squadra della massima serie martinicana. Nel 2012 firma un contratto con il Victory, squadra haitiana.